# اتحاد تجاري
اتحاد تجاري والمعروف أيضًا باسم مجموعة التجارة الصناعية أو رابطة التجارة أو رابطة الأعمال أو رابطة القطاع أو جمعية الصناعة، هي منظمة أو جمعية يتم تأسيسها وتمويلها من قبل الشركات التي تعمل في صناعة معينة.

## نبذة
يشارك الاتحاد التجاري الصناعي في أنشطة العلاقات العامة مثل الإعلان والتعليم والنشر والضغط والتبرعات السياسية، لكن تركيزها هو التعاون بين الشركات.
قد يقدم الاتحاد التجاري خدمات أخرى، مثل تنظيم المؤتمرات أو إقامة العلاقات أو أعمال خيرية أو تقديم دروس أو مواد تعليمية. في البلدان التي يوجد بها اقتصاد سوق اجتماعي، غالبًا ما يتم أخذ دور الجمعيات التجارية من قبل منظمات أصحاب العمل، والتي تلعب أيضًا دورًا في الحوار الاجتماعي.